# Frades
Frades és un municipi de la província de la Corunya a Galícia. Pertany a la comarca d'Ordes.
| 3.328 | 3.766 | 4.624 | 3.655 | 2.920 |
| Fonts: INE i IGE (Els criteris de registre censal variaren i les dades de l'INE i de l'IGE poden no coincidir.) |       |       |       |       |

## Parròquies
| - Abellá (Santo Estevo) - Aiazo (San Pedro) - Añá (Santa María) - Céltigos (San Xulián) - Frades (San Martiño) - Gafoi (Santa Mariña) | - Galegos (San Martiño) - Ledoira (San Martiño) - Mesos (San Salvador) - Moar (Santaia) - Papucín (Santa María) - Vitre (San Xoán) |